# Mundial de Clubes FIFA de 2025 – Grupo A
O grupo A do Mundial de Clubes FIFA de 2025 ocorreu entre 14 e 23 de junho de 2025. O grupo foi formado por Palmeiras, Inter Miami, Porto e Al-Ahly, com as duas primeiras equipes avançando para as oitavas de final, respectivamente.

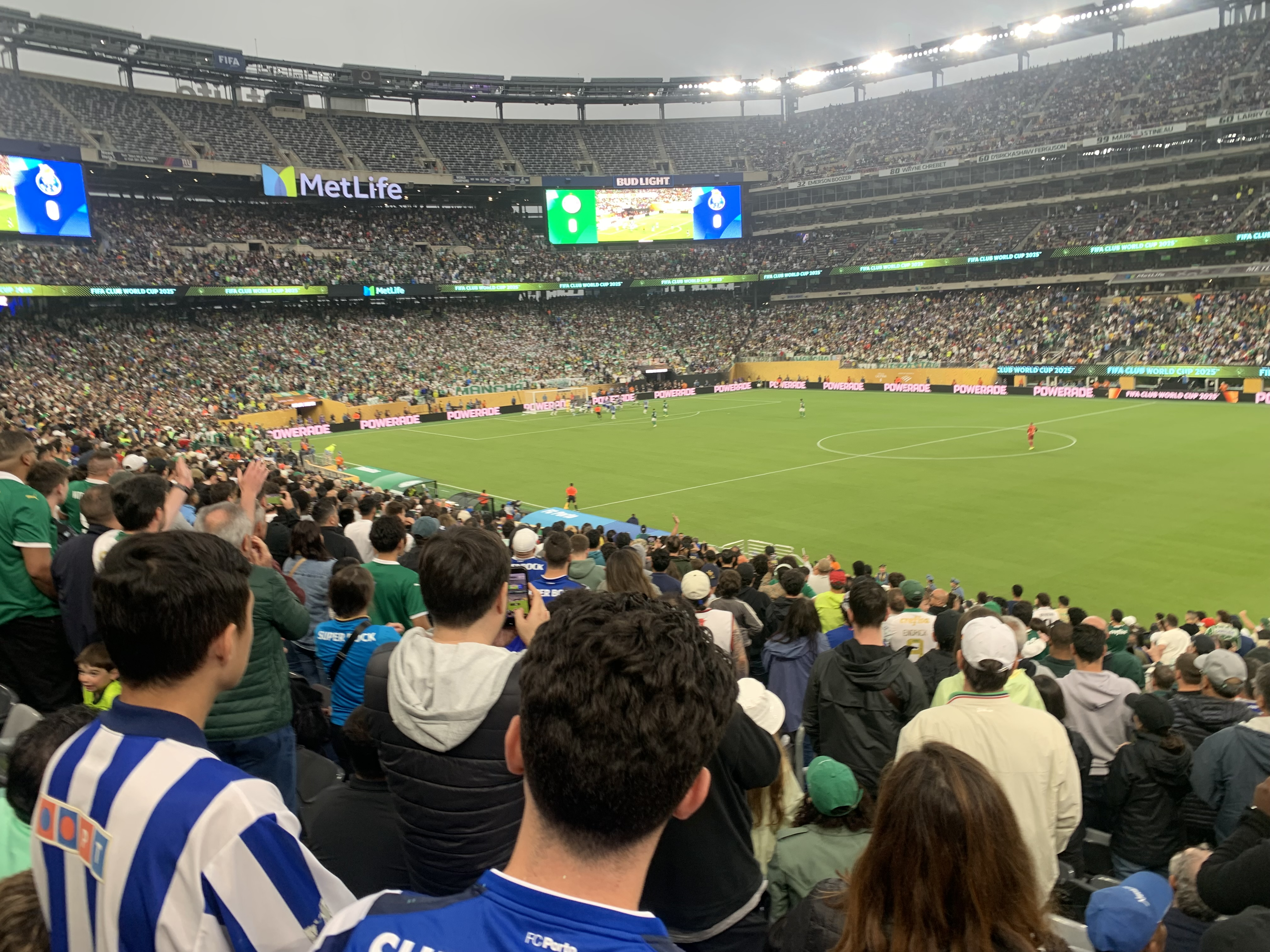
A partida entre Palmeiras e Porto no dia 15 de junho de 2025 no MetLife Stadium.

## Equipes
| Inscrição | Equipe      | Confederação | Método de qualificação                                            | Data de qualificação   |                      |           |          |                                                 |                     |
| --------- | ----------- | ------------ | ----------------------------------------------------------------- | ---------------------- | -------------------- | --------- | -------- | ----------------------------------------------- | ------------------- |
| Inscrição | Equipe      | Confederação | Método de qualificação                                            | Data de qualificação   | A1 (cabeça-de-chave) | Palmeiras | CONMEBOL | Campeão da Copa Libertadores da América de 2021 | 14 de março de 2023 |
| A2        | Porto       | UEFA         | Classificação de 4 anos da UEFA                                   | 17 de dezembro de 2023 |                      |           |          |                                                 |                     |
| A3        | Al-Ahly     | CAF          | Campeão da Liga dos Campeões da CAF de 2020–21, 2022–23 e 2023–24 | 14 de março de 2023    |                      |           |          |                                                 |                     |
| A4        | Inter Miami | CONCACAF     | País-sede                                                         | 19 de outubro de 2024  |                      |           |          |                                                 |                     |

## Encontros anteriores
- Palmeiras x Porto: nenhum
- Al-Ahly x Inter Miami: nenhum
- Palmeiras x Al-Ahly:
  - 2021 disputa do 3.º lugar da Copa do Mundo de Clubes da FIFA de 2020: Palmeiras 0(2)–0(3) Al-Ahly
  - 2022, semifinal da Copa do Mundo de Clubes da FIFA de 2021: Palmeiras 2–0 Al-Ahly
- Porto x Inter Miami: nenhum
- Palmeiras x Inter Miami: nenhum
- Porto x Al-Ahly: nenhum

## Classificação
| Pos | Equipe      | Pts | J | V | E | D | GP | GC | SG | Classificação ou descenso |
| --- | ----------- | --- | - | - | - | - | -- | -- | -- | ------------------------- |
| 1   | Palmeiras   | 5   | 3 | 1 | 2 | 0 | 4  | 2  | +2 | Oitavas de final          |
| 2   | Inter Miami | 5   | 3 | 1 | 2 | 0 | 4  | 3  | +1 | Oitavas de final          |
| 3   | Porto       | 2   | 3 | 0 | 2 | 1 | 5  | 6  | −1 |                           |
| 4   | Al-Ahly     | 2   | 3 | 0 | 2 | 1 | 4  | 6  | −2 |                           |

1. 1 2  Empate no confronto direto (Inter Miami CF 2–2 Palmeiras). O saldo de gols foi usado como critério de desempate
2. 1 2  Empate no confronto direto (Porto 4–4 Al Ahly). O saldo de gols foi usado como critério de desempate

## Partidas
Todas as partidas seguem o fuso horário UTC-4.

### Al-Ahly x Inter Miami
| 14 de junho   | Al-Ahly | 0 – 0            | Inter Miami | Hard Rock Stadium, Miami Gardens             |
| 20:00 (UTC−4) |         | Relatório (FIFA) |             | Público: 60 927 Árbitro: AUS Alireza Faghani |

| Al Ahly | Inter Miami |

| G             | 1  | Mohamed El-Shenawy       |       |         |
| LD            | 30 | Mohamed Hany             |       |         |
| Z             | 6  | Yasser Ibrahim           |       |         |
| Z             | 15 | Achraf Dari              |       |         |
| LE            | 36 | Ahmed Koka               |       |         |
| M             | 5  | Mohamed Ali Ben Romdhane |       | 65'     |
| M             | 8  | Hamdy Fathy              |       |         |
| M             | 13 | Marawan Attia            | 90+2' |         |
| M             | 22 | Emam Ashour              |       | 14'     |
| A             | 9  | Wessam Abou Ali          |       | 79'     |
| A             | 7  | Trézéguet                |       | 65'     |
| Substiuições: |    |                          |       |         |
| M             | 25 | Zizo                     |       | 14' 79' |
| M             | 14 | Hussein Elshaat          |       | 65'     |
| A             | 29 | Taher Mohamed            |       | 65'     |
| A             | 19 | Mohamed Afsha            |       | 79'     |
| A             | 10 | Nejc Gradišar            |       | 79'     |
| Treinador:    |    |                          |       |         |
| Jose Riveiro  |    |                          |       |         |

| G                 | 19 | Oscar Ustari       |     |     |
| LD                | 17 | Ian Fray           |     |     |
| Z                 | 6  | Tomas Aviles       | 25' | 46' |
| Z                 | 37 | Maximiliano Falcon |     |     |
| LE                | 32 | Noah Allen         |     |     |
| M                 | 21 | Tadeo Allende      |     | 81' |
| M                 | 55 | Federico Redondo   | 31' |     |
| M                 | 5  | Sergio Busquets    | 86' |     |
| M                 | 8  | Telasco Segovia    |     | 72' |
| A                 | 10 | Lionel Messi       |     |     |
| A                 | 9  | Luis Suarez        | 93' |     |
| Substiuições:     |    |                    |     |     |
| Z                 | 57 | Marcelo Weigandt   |     | 46' |
| M                 | 30 | Benjamin Cremaschi |     | 72' |
| M                 | 7  | Fafa Picault       |     | 81' |
| Treinador:        |    |                    |     |     |
| Javier Mascherano |    |                    |     |     |

| Homem do Jogo: Oscar Ustari Bandeirinhas: Anton Shchetinin Ashley Beecham Quarto árbitro: Szymon Marciniak Árbitro assistente de vídeo: Carlos del Cerro Grande Árbitros assistentes de árbitro de vídeo: Alejandro José Hernández Leodán González |

### Palmeiras x Porto
| 15 de junho   | Palmeiras | 0 – 0            | Porto | MetLife Stadium, East Rutherford           |
| 18:00 (UTC−4) |           | Relatório (FIFA) |       | Público: 46 275 Árbitro: HON Said Martínez |

| Palmeiras | Porto |

| G                 | 21 | Weverton          |     |     |
| Z                 | 4  | Agustín Giay      |     |     |
| Z                 | 15 | Gustavo Gómez     | 62' |     |
| Z                 | 13 | Murilo            |     |     |
| M                 | 7  | Felipe Anderson   | 9'  | 64' |
| M                 | 8  | Richard Ríos      |     | 87' |
| M                 | 5  | Aníbal Moreno     |     |     |
| M                 | 22 | Joaquín Piquerez  |     |     |
| A                 | 41 | Estêvão           |     | 65' |
| A                 | 9  | Vitor Roque       |     | 77' |
| A                 | 18 | Maurício          |     | 65' |
| Substituições:    |    |                   |     |     |
| A                 | 10 | Paulinho          |     | 64' |
| M                 | 40 | Allan             |     | 65' |
| M                 | 23 | Raphael Veiga     |     | 65' |
| A                 | 42 | Flaco López       |     | 77' |
| M                 | 30 | Lucas Evangelista |     | 87' |
| Treinador:        |    |                   |     |     |
| Abel Ferreira 63' |    |                   |     |     |

| G              | 14 | Cláudio Ramos     |       |     |
| Z              | 52 | Martim Fernandes  | 15'   |     |
| Z              | 97 | Zé Pedro          |       |     |
| Z              | 5  | Iván Marcano      |       |     |
| M              | 23 | João Mário        |       | 77' |
| M              | 22 | Alan Varela       |       |     |
| M              | 17 | Gabri Veiga       |       | 67' |
| M              | 74 | Francisco Moura   |       |     |
| A              | 10 | Fábio Vieira      |       | 82' |
| A              | 86 | Rodrigo Mora      |       | 77' |
| A              | 9  | Samu Aghehowa     |       |     |
| Substituições: |    |                   |       |     |
| A              | 11 | Pepê              |       | 67' |
| M              | 6  | Stephen Eustáquio |       | 77' |
| Z              | 24 | Nehuén Pérez      | 90+1' | 77' |
| M              | 20 | André Franco      |       | 82' |
| Treinador:     |    |                   |       |     |
| Martín Anselmi |    |                   |       |     |

| Homem do Jogo: Estêvão Bandeirinhas: Walter López Christian Ramirez Quarto árbitro: Omar Al Ali Árbitro assistente de vídeo: Tatiana Guzmán Árbitros assistentes de árbitro de vídeo: Érick Galindo Juan Lara |

### Palmeiras x Al-Ahly
Às 13h29 EDT, no minuto 63, a partida foi interrompida devido às condições climáticas adversas.Ela foi retomada às 14h15 EDT. 
| 19 de junho   | Palmeiras                       | 2 – 0            | Al-Ahly | MetLife Stadium, East Rutherford            |
| 12:00 (UTC−4) | Abou Ali 49' (g.c.) · López 59' | Relatório (FIFA) |         | Público: 35 179 Árbitro: ENG Anthony Taylor |

| Palmeiras | Al Ahly |

| G              | 21 | Weverton          |       |     |
| Z              | 4  | Agustín Giay      | 43'   |     |
| Z              | 15 | Gustavo Gómez     |       |     |
| Z              | 26 | Murilo            |       |     |
| M              | 41 | Estêvão           |       | 76' |
| M              | 8  | Richard Ríos      | 90+5' |     |
| M              | 5  | Aníbal Moreno     |       | 66' |
| M              | 22 | Joaquín Piquerez  | 74'   |     |
| A              | 23 | Raphael Veiga     | 39'   | 45' |
| A              | 9  | Vitor Roque       |       | 45' |
| A              | 17 | Facundo Torres    |       | 76' |
| Substituições: |    |                   |       |     |
| A              | 18 | Maurício          |       | 46' |
| A              | 42 | José Manuel López |       | 46' |
| M              | 32 | Emiliano Martínez |       | 66' |
| A              | 10 | Paulinho          |       | 76' |
| Z              | 6  | Vanderlan         |       | 76' |
| Treinador:     |    |                   |       |     |
| Abel Ferreira  |    |                   |       |     |

| G              | 1  | Mohamed El-Shenawy       |       |     |
| LD             | 30 | Mohamed Hany             |       |     |
| Z              | 6  | Yasser Ibrahim           |       |     |
| Z              | 15 | Achraf Dari              |       | 61' |
| LE             | 54 | Yahya Attiyat Allah      | 45+3' | 87' |
| M              | 13 | Marwan Attia             | 79'   |     |
| M              | 5  | Mohamed Ali Ben Romdhane |       |     |
| M              | 8  | Hamdy Fathy              | 42'   | 61' |
| A              | 25 | Zizo                     |       |     |
| A              | 9  | Wessam Abou Ali          |       | 61' |
| A              | 7  | Trézéguet                |       | 61' |
| Substituições: |    |                          |       |     |
| M              | 17 | Achraf Bencharki         |       | 61' |
| M              | 19 | Mohamed Magdy            |       | 61' |
| Z              | 4  | Ahmed Ramadan            |       | 61' |
| A              | 10 | Nejc Gradišar            |       | 61' |
| M              | 14 | Hussein El Shahat        |       | 87' |
| Treinador:     |    |                          |       |     |
| José Riveiro   |    |                          |       |     |

| Homem do Jogo: Estêvão Bandeirinhas: Gary Beswick Adam Nunn Quarto árbitro: Omar Al Ali Árbitro assistente de vídeo: Ivan Bebek Árbitros assistentes de árbitro de vídeo: Bram Van Driessche Bastian Dankert |

### Inter Miami x Porto
| 19 de junho   | Inter Miami             | 2 – 1            | Porto         | Mercedes-Benz Stadium, Atlanta              |
| 15:00 (UTC−4) | Segovia 47' · Messi 54' | Relatório (FIFA) | Samu 8' (pen) | Público: 31 783 Árbitro: CHI Cristián Garay |

| Inter Miami | Porto |

| G                 | 19 | Oscar Ustari       |  |     |
| LD                | 57 | Marcelo Weigandt   |  | 62' |
| Z                 | 17 | Ian Fray           |  | 79' |
| Z                 | 37 | Maximiliano Falcón |  |     |
| LE                | 32 | Noah Allen         |  |     |
| M                 | 21 | Tadeo Allende      |  | 79' |
| M                 | 30 | Benjamin Cremaschi |  |     |
| M                 | 5  | Sergio Busquets    |  |     |
| M                 | 8  | Telasco Segovia    |  | 71' |
| A                 | 10 | Lionel Messi       |  |     |
| A                 | 9  | Luis Suárez        |  |     |
| Substituições:    |    |                    |  |     |
| Z                 | 6  | Tomás Avilés       |  | 62' |
| M                 | 55 | Federico Redondo   |  | 71' |
| LE                | 18 | Jordi Alba         |  | 79' |
| A                 | 7  | Fafà Picault       |  | 79' |
| Treinador:        |    |                    |  |     |
| Javier Mascherano |    |                    |  |     |

| G              | 14 | Cláudio Ramos     |  |     |
| Z              | 52 | Martim Fernandes  |  | 59' |
| Z              | 97 | Zé Pedro          |  |     |
| Z              | 5  | Iván Marcano      |  | 87' |
| M              | 23 | João Mário        |  |     |
| M              | 22 | Alan Varela       |  | 74' |
| M              | 17 | Gabri Veiga       |  | 59' |
| M              | 74 | Francisco Moura   |  | 87' |
| A              | 10 | Fábio Vieira      |  |     |
| A              | 9  | Samu Aghehowa     |  |     |
| A              | 86 | Rodrigo Mora      |  |     |
| Substituições: |    |                   |  |     |
| M              | 6  | Stephen Eustáquio |  | 59' |
| A              | 70 | Gonçalo Borges    |  | 59' |
| A              | 7  | William Gomes     |  | 74' |
| A              | 27 | Deniz Gul         |  | 87' |
| Z              | 4  | Otávio            |  | 87' |
| Treinador:     |    |                   |  |     |
| Martín Anselmi |    |                   |  |     |

| Homem do Jogo: Lionel Messi Bandeirinhas: Miguel Rocha José Retamal Quarto árbitro: Ilgiz Tantashev Árbitro assistente de vídeo: Juan Lara Árbitros assistentes de árbitro de vídeo: Nicolás Gallo Alejandro Hernández Hernández |

### Inter Miami x Palmeiras
| 23 de junho   | Inter Miami              | 2 – 2            | Palmeiras                   | Hard Rock Stadium, Miami Gardens              |
| 21:00 (UTC−4) | Allende 16' · Suárez 65' | Relatório (FIFA) | Paulinho 80' · Maurício 87' | Público: 60 914 Árbitro: POL Szymon Marciniak |

| Inter Miami | Palmeiras |

| G                 | 19 | Oscar Ustari       |       |     |
| LD                | 57 | Marcelo Weigandt   |       |     |
| Z                 | 6  | Tomás Avilés       |       |     |
| Z                 | 37 | Maximiliano Falcón |       |     |
| LE                | 32 | Noah Allen         |       |     |
| M                 | 21 | Tadeo Allende      |       | 77' |
| M                 | 55 | Federico Redondo   |       | 77' |
| M                 | 5  | Sergio Busquets    |       |     |
| M                 | 8  | Telasco Segovia    |       | 66' |
| A                 | 10 | Lionel Messi       | 45+1' |     |
| A                 | 9  | Luis Suárez        |       | 73' |
| Substituições:    |    |                    |       |     |
| Z                 | 18 | Jordi Alba         |       | 66' |
| A                 | 30 | Benjamin Cremaschi |       | 73' |
| A                 | 11 | Baltasar Rodríguez |       | 77' |
| A                 | 7  | Fafà Picault       |       | 77' |
| Treinador:        |    |                    |       |     |
| Javier Mascherano |    |                    |       |     |

| G              | 21 | Weverton          |  |     |
| LD             | 2  | Marcos Rocha      |  | 67' |
| Z              | 15 | Gustavo Gómez     |  |     |
| Z              | 26 | Murilo            |  | 18' |
| LE             | 22 | Joaquín Piquerez  |  |     |
| M              | 8  | Richard Ríos      |  |     |
| M              | 30 | Lucas Evangelista |  | 67' |
| A              | 41 | Estêvão           |  |     |
| M              | 23 | Raphael Veiga     |  | 46' |
| A              | 17 | Facundo Torres    |  | 55' |
| A              | 42 | José Manuel López |  |     |
| Substituições: |    |                   |  |     |
| Z              | 3  | Bruno Fuchs       |  | 18' |
| A              | 18 | Maurício          |  | 46' |
| A              | 10 | Paulinho          |  | 55' |
| A              | 9  | Vitor Roque       |  | 67' |
| M              | 40 | Allan             |  | 67' |
| Treinador:     |    |                   |  |     |
| Abel Ferreira  |    |                   |  |     |

| Homem do Jogo: Luis Suárez Bandeirinhas: Tomasz Listkiewicz Adam Kupsik Quarto árbitro: Michael Oliver Árbitro assistente de vídeo: Tomasz Kwiatkowski Árbitros assistentes de árbitro de vídeo: Shaun Evans Khamis Al-Marri |

### Porto x Al-Ahly
| 23 de junho   | Porto                                              | 4 – 4            | Al-Ahly                                               | MetLife Stadium, East Rutherford              |
| 21:00 (UTC−4) | Mora 23' · William Gomes 50' · Samu 53' · Pepê 89' | Relatório (FIFA) | Abou Ali 15', 45+2' (pen), 51' · Ali Ben Romdhane 64' | Público: 39 893 Árbitro: VEN Jesús Valenzuela |

| Porto | Al Ahly |

| G              | 14 | Cláudio Ramos     |  |     |
| Z              | 6  | Stephen Eustáquio |  |     |
| Z              | 97 | Zé Pedro          |  |     |
| Z              | 5  | Iván Marcano      |  |     |
| M              | 23 | João Mário        |  | 62' |
| M              | 22 | Alan Varela       |  | 46' |
| M              | 7  | William Gomes     |  | 69' |
| M              | 74 | Francisco Moura   |  |     |
| A              | 10 | Fábio Vieira      |  | 69' |
| A              | 19 | Danny Namaso      |  | 46' |
| A              | 86 | Rodrigo Mora      |  |     |
| Substituições: |    |                   |  |     |
| A              | 70 | Gonçalo Borges    |  | 46' |
| A              | 9  | Samu Aghehowa     |  | 46' |
| Z              | 52 | Martim Fernandes  |  | 62' |
| M              | 17 | Gabri Veiga       |  | 69' |
| A              | 11 | Pepê              |  | 69' |
| Treinador:     |    |                   |  |     |
| Martín Anselmi |    |                   |  |     |

| G              | 1  | Mohamed El Shenawy       |     |     |
| LD             | 30 | Mohamed Hany             | 25' |     |
| Z              | 15 | Achraf Dari              | 68' |     |
| Z              | 4  | Ahmed Ramadan            | 54' |     |
| LE             | 36 | Ahmed Nabil Koka         |     |     |
| M              | 8  | Hamdy Fathy              |     | 35' |
| M              | 5  | Mohamed Ali Ben Romdhane |     | 87' |
| M              | 25 | Zizo                     |     |     |
| A              | 14 | Hussein El Shahat        |     | 58' |
| A              | 9  | Wessam Abou Ali          |     | 58' |
| A              | 7  | Trézéguet                |     | 58' |
| Substitutions: |    |                          |     |     |
| M              | 23 | Aliou Dieng              |     | 35' |
| Z              | 3  | Omar Kamal               |     | 58' |
| A              | 10 | Nejc Gradišar            |     | 58' |
| M              | 17 | Achraf Bencharki         | 60' | 58' |
| M              | 19 | Mohamed Magdy            |     | 87' |
| Treinador:     |    |                          |     |     |
| José Riveiro   |    |                          |     |     |

| Homem do Jogo: Wessam Abou Ali Bandeirinhas: Jorge Urrego Tulio Moreno Quarto árbitro: Omar Al Ali Árbitro assistente de vídeo: Juan Soto Árbitros assistentes de árbitro de vídeo: Leodán González Alejandro José Hernández |

## Disciplina
Os pontos de fair play serão usados como critério de desempate se os registros gerais e de confronto direto das equipes estiverem empatados. Estes são calculados com base nos cartões amarelos e vermelhos recebidos em todas as partidas do grupo da seguinte forma:
- primeiro cartão amarelo: menos 1 ponto
- cartão vermelho indireto (segundo cartão amarelo): menos 3 pontos
- cartão vermelho direto: menos 4 pontos
- cartão amarelo e cartão vermelho direto: menos 5 pontos

Apenas uma das deduções acima pode ser aplicada a um jogador em uma única partida.
| Time        | Jogo 1                        | Jogo 1                            | Jogo 1  | Jogo 1               | Jogo 2                        | Jogo 2                            | Jogo 2  | Jogo 2               | Jogo 3                        | Jogo 3                            | Jogo 3  | Jogo 3               | Pontos |
| Time        | Penalizado com cartão amarelo | Penalizado · Penalizado · Expulso | Expulso | Penalizado · Expulso | Penalizado com cartão amarelo | Penalizado · Penalizado · Expulso | Expulso | Penalizado · Expulso | Penalizado com cartão amarelo | Penalizado · Penalizado · Expulso | Expulso | Penalizado · Expulso | Pontos |
| ----------- | ----------------------------- | --------------------------------- | ------- | -------------------- | ----------------------------- | --------------------------------- | ------- | -------------------- | ----------------------------- | --------------------------------- | ------- | -------------------- | ------ |
| Inter Miami | 4                             |                                   |         |                      |                               |                                   |         |                      | 1                             |                                   |         |                      | –5     |
| Palmeiras   | 3                             |                                   |         |                      | 4                             |                                   |         |                      |                               |                                   |         |                      | –7     |
| Porto       | 2                             |                                   |         |                      |                               |                                   |         |                      |                               |                                   |         |                      | –2     |
| Al-Ahly     | 1                             |                                   |         |                      | 3                             |                                   |         |                      | 4                             |                                   |         |                      | –8     |